# Mycoplasma phocae
Mycoplasma phocae è una specie di batterio appartenente alla famiglia delle Mycoplasmataceae.